# Fluorid lutecitý
Fluorid lutecitý je anorganická sloučenina s chemickým vzorcem LuF3.

## Příprava
Fluorid lutecitý lze připravit reakcí oxidu lutecitého s fluorovodíkem, nebo reakcí chloridu lutecitého s kyselinou fluorovodíkovou:
Lu2O3 + 6 HF → 2 LuF3 + 3 H2O
LuCl3 + 3 HF → LuF3 + 3 HCl
Lze jej také připravit reakcí sulfidu lutecitého s kyselinou fluorovodíkovou:
3 Lu2S3+ 20 HF + (2 + 2x) H2O → 2 (H3O)Lu3F10·xH2O↓ + 9 H2S↑ (x = 0,9)
(H3O)Lu3F10 → 3 LuF3 + HF↑ + H2O↑
Oxid lutecitý a fluorid dusitý reaguje při 240 °C za vzniku LuOF. Druhým krokem při teplotě nižší než 460 °C vzniká fluorid lutecitý.

## Vlastnosti
Fluorid lutecitý je bílá pevná látka, která je nerozpustná ve vodě. Krystalizuje v ortorombické krystalové soustavě s prostorovou grupou Pnma (Číslo 62).

## Využití
Fluorid lutecitý je součástí krystalu LiLu1-xNdxF4 spolu s fluoridem lithným a fluoridem neodymitým pro scintilační detektor.